# Мальоне
Мальо̀не (на италиански: Maglione; на пиемонтски: Majon, Майон) е село и община в Метрополен град Торино, регион Пиемонт, Северна Италия. Разположено е на 310 m надморска височина. Към 1 януари 2020 г. населението на общината е 411 души, от които 8 са чужди граждани.